# لغة التشوليم
لغة التشوليم (بالروسية: Чулымский язык) هي لغةٌ تنتمي إلى عائلة اللغات الأتراكية ينطق بها شعب التشوليم أو التشوليميون، وهي وثيقة الارتباط بلغتي الخاكاس والشور حتى أن البعض يعتبرها لهجات للغة واحدة، غير أن شعب التشوليم يرفض الإقرار بهذا.
تعدّ لغة التشوليم جزءاً من اللغات الأتراكية الشمالية الشرقية، والتي تضم كلاً من لغات الخاكاس والشور سالفتي الذكر، بالإضافة إلى لغة التوفان، ولغة التوفا، والساخا (لغة ياقوتية) ولغة الدولغان. يطلق شعب التشوليم على نفسه وعلى لغته اسم "Öc"، حيث أن أكثر الكلمات استعمالاً هي "Ös" والتي تعني حرفياً (النفس، الذات، الخاصة بنا...). ينطق بها أيضاً شعب الكاسيك أو الكازيك.
يتوزع الناطقون بلغة التشوليم في روسيا وتحديداً في جنوب غرب سيبيريا إلى الشمال من جبال الألتاي في حوض نهر تشوليم أحد روافد نهر أوبي. وهي لغة مهددة بالانقراض حيث لم يتجاوز عدد الناطقين بها 40 شخص وفق إحصاء تم إجراءه في 2010، وكان أصغر الناطقين تجاوز سن الخمسين، ومن المتوقع أن تختفي اللغة تماماً بحلول عام 2030.